# 黑桃皇后
《黑桃皇后》（〔俄〕、〔英〕）是俄国作曲家彼得·柴可夫斯基晚期的一部代表作品，改编自亚历山大·普希金的同名小说，由莫杰斯特·柴科夫斯基创作脚本。1890年12月19日，这部歌剧于圣彼得堡的马林斯基剧院首演。

## 作品背景
《黑桃皇后》改编自普希金發表于1834年的同名小说，作者在作品中塑造了一个赌徒的形象，揭示了俄国社会中的阴暗面，为金钱而不顾一切的冒险发疯。在原著中，丽莎这个人物后来嫁给了一个有为的青年，而赫尔曼则被关进了疯人院。歌剧脚本与小说有些差异，柴可夫斯基本人参与了脚本的创作，他改掉了丽莎幸福的结局，想通过死亡来讴歌纯洁的少女形象，并安排赫尔曼因为受到良心的谴责而自杀，以此表现人性的回归。另外，歌剧将小说中的场景搬到了18世纪，因为当时的服装华丽，适合舞台演出。

## 剧情大纲

### 第一幕
葉卡捷琳娜二世统治时期，圣彼得堡的一个公园内，孩子们尽情的消磨着他们的夏季。两个士兵--苏林（Tsurin，男低音）和切卡林斯基（Chekalinsky，男高音）走来，前者正在抱怨他在赌桌上的坏运气。他们说起另一个士兵赫尔曼，那个人非常迷恋于赌场，却从来不赌钱，他们认为他节省并且理智。这时托姆斯基（Tomsky，男中音）伴着赫尔曼（Gherman，男高音）也来了，看赫尔曼一脸的忧愁，托姆斯基关心的询问朋友是否有什么心烦的事，赫尔曼承认自己爱上了一名女子，但她的身份和地位比自己高，托姆斯基劝他放弃。不久，耶列斯基公爵（Prince Yeletsky，男中音）散步经过，他刚刚订婚，流露着幸福的表情，切卡林斯基走上前恭喜他。一旁的赫尔曼心里痛苦，跟公爵比起来他觉得自己太不幸了，便默默的诅咒着。耶列斯基快乐谈起自己的未婚妻丽莎（Lisa，女高音），正巧她和她的祖母伯爵夫人（Countess，次女高音）迎面走来，伯爵夫人风姿尤存，当年人们曾盛赞她是莫斯科的维纳斯。赫尔曼激动的盯着丽莎，原来自己暗恋的小姐就是公爵的未婚妻，这一认知令他感到绝望，他呆呆的目送着公爵与丽莎远去。另外几个士兵兴奋得谈起了有关伯爵夫人的传言，说伯爵夫人年轻的时候在巴黎的一次豪赌中输光了所有的钱，她的情人圣荷尔门伯爵（Count St. Germain）便教给她一个赌博的秘诀--三张纸牌，从此她每场必赢，成了赌桌上的黑桃皇后。但只有两个人知道她三张纸牌的秘密，她的丈夫和圣荷尔门伯爵，因为伯爵曾警告她说，她会死在第三个知情人的手中。这时雷声打断了他们，众人离开后，赫尔曼仍在沉思，他下决心要打听出伯爵夫人的秘密。
一个傍晚，伯爵夫人的公馆，丽莎在房间里招待自己的朋友。她弹着钢琴，波林娜（Pauline，女低音）唱一支夜曲，歌词很忧伤。姑娘们为了缓解气氛，要求波林娜换一支轻快的歌，她们又唱又跳十分热闹，而家庭教师（Governess，次女高音）出来指责她们，提醒她们注意礼仪。聚会便这样结束，波林娜走的时候关切的劝丽莎高兴起来。独自一人的时候，丽莎忍不住流下了眼泪，她确实不快乐，她讨厌与公爵的订婚，今天下午在公园里见到的那个青年却打动了她的心，多么苦恼。这时赫尔曼突然出现在阳台上，丽莎看到这个自己正在心里想念的人非常惊讶。赫尔曼首先肯求丽莎原谅他打扰了她这夜的平静，然后表示如果丽莎嫁给公爵那么他就只有去死，因为他是如此的爱着丽莎，他请丽莎同情他。声音惊动了伯爵夫人，丽莎赶紧把赫尔曼推到屏风后面隐藏，伯爵夫人打开门进来，她吩咐丽莎关上窗户，早点就寝。祖母走后，丽莎请赫尔曼离开，但她的言语中流露出爱意。

### 第二幕
几天后，一场化妆舞会上，赫尔曼的朋友在讨论打牌的事情以及伯爵夫人的秘密，赫尔曼则目光呆滞，他们嘲笑起他。耶列斯基带着丽莎进来，他安慰着忧郁的丽莎。丽莎紧张的四处张望，当她终于在人群中看见赫尔曼的时候脸色苍白，并偷偷的塞了一张纸条给他，约他晚一点见面。苏林和切林斯基跟在赫尔曼身后，小声议论朋友诡异的举动，舞会的主人宣布一出关于牧羊女的喜剧就要开始。赫尔曼找到丽莎，丽莎将伯爵夫人房间的钥匙交给他，告诉他那个房间明天晚上没有人，他们可以在那里相会。赫尔曼握着钥匙浑身颤抖，他暗自想这是命运的安排，他一定要知道那三张纸牌的秘密。突然人群骚动，有人尖叫着宣布女王正往这边来，混乱中，赫尔曼离开了舞厅。

夜还未浓，很安静，赫尔曼悄悄的进入伯爵夫人的房间，他伫立在伯爵夫人年轻时的肖像前，心跳，像着了魔，从此他们的命运将联系在一起，其中的一个将因为另一个而死。伯爵夫人进来，她回忆起自己年轻时候的风采，抱怨一代不如一代，世风的衰败，渐渐的睡过去。突然这个老女人恐惧的睁开眼睛，看到赫尔曼跪在她的脚边向她逼问纸牌的秘密，但伯爵夫人吓得说不出话来，失去理智的赫尔曼拔出枪来威胁她，过度惊恐的伯爵夫人气绝身亡。看到纸牌的秘密将永远消失，赫尔曼简直要发疯，丽莎冲进来，悲哀的意识到赫尔曼爱的不是自己而是祖母的秘密，叫来仆人把他赶走，丽莎哭倒在伯爵夫人的尸体旁。

### 第三幕
兵营，赫尔曼的房间，他坐在窗前读丽莎写给他的信，外面冬风呜呜的响。丽莎约他午夜时在河岸边见面，赫尔曼想起了不久前伯爵夫人的葬礼，当他抬头整个人恐惧的颤栗起来，伯爵夫人的鬼魂竟在敲打他的窗户。椅子翻倒，赫尔曼退到角落里，鬼魂来到他的面前，说将告诉他纸牌的秘密，但要求他娶丽莎并给她幸福。赫尔曼茫然的重复鬼魂的语言：三，七，Ace，……
涅瓦河畔，丽莎孤零零的站在岸边，已经快午夜了，赫尔曼还没有来，她的心里悲苦，最后的希望紧紧抓住了她，他是否还爱她？往昔的幸福如同梦一般沉没在黑夜中。这时赫尔曼来了，他匆匆说了几句安慰的话，便失魂落魄的谈起了伯爵夫人的秘密，末了甚至忘记了丽莎，转身突然向赌场跑来。意识到一点爱都不剩，丽莎绝望的望着黑色的河水，纵身跳进冰冷的河中。
赌场，烟雾弥漫，喧闹声声。耶列斯基公爵沮丧坐在赌桌边，因为他与未婚妻的关系破裂，一个人安慰他说：情场失意赌场得意，托姆斯基唱起一支歌来引他开心。突然大家都安静下来，吃惊的看着从来不赌钱的赫尔曼走过来坐下，然后又去看被抢走未婚妻的耶列斯基。耶列斯基感到会起冲突，便请托姆斯基当他的助手，如果他跟赫尔曼决斗的话。赫尔曼却只想着赌博，他从口袋里拿出一叠卢布摆在桌上，他赌三，双手发抖，嘴里念念有词，有赌七，两次都赢了。赫尔曼得意地拿起一杯葡萄酒，谈起人生，他说什么都没有意思，人生就像一场赌博。耶列斯基接受了他的挑战，跟他对局。赫尔曼赌爱司，他甚至不看一眼就将手中的牌扔到桌上，耶列斯基却冷冷的提醒他那张牌是黑桃皇后，赫尔曼输了。
看到伯爵夫人的鬼魂，赫尔曼彻底疯了，一会儿痛哭一会儿大笑，最后终于有一刻清醒，他请求公爵原谅，并请求丽莎宽恕，然后拔出手枪对准自己开枪。吃惊的众人看到这一幕都损然，他们祝福死者灵魂安息。